# 성구
사람의 목소리의 성구(聲區, vocal register)는 같은 곳에서 발성이 일어나므로 음색이 같은 구역을 말한다.
음계를 아래에서 위로 불러 올라가면 어느 높이에서 갑자기 소리가 잘 안 나오게 되기도 하고 음빛깔이 돌변하는 것을 경험한다. 이 목소리의 음빛깔이 변하는 부분을 환성구(換聲句)라고 하며, 환성구보다 아래인 소리를 흉성, 위의 소리를 두성이라 한다. 사람의 목소리는 일반적으로 위에서 말한 2개의 성구를 가진 것으로 생각되며, 환성구는 남성·여성을 불문하고 절대음(實音)이어서 1점 E와 F 사이에 있다. 이것은 바리톤이나 베이스로는 소리넓이(聲域)의 최상단이 되고, 테너로는 상반역이지만 소프라노나 알토 등 여성(女聲)에서는 하반역에서 최하단이 된다. 또 여성은 다시 옥타브상에 환성구가 인정되기 때문에 중간의 성구를 중성구라고 하는 경우도 있다. 이 최고 성구는 소질을 타고난 사람이 웬만큼 훈련을 하지 않고는 아름답게 발성하지 못한다.

## 같이 보기
- 흉성
- 두성
- 음성